# Casa Pilar de Parellada
La casa Pilar de Parellada es un edificio de Sitges (Barcelona), incluido en el Inventario del Patrimonio Arquitectónico de Cataluña, en la comarca del Garraf.

## Descripción
Es un edificio entre medianeras, elevado respecto del nivel de la calle y estructurado en dos niveles respecto de la línea de la fachada. Está formado por planta baja y dos pisos. En la planta baja un pequeño patio conduce a un porche donde se abre la puerta de acceso en el interior. Las aperturas de la planta baja son de arco carpanel, las del primer piso colindante y las del segundo de dimensiones más reducidas, son así mismo de arco carpanel. La fachada se corona con una cornisa con cubierta de teja. Un reloj de sol pintado sobre muro de la fachada completa la decoración del conjunto.

## Historia
La documentación conservada al Archivo Histórico municipal de Sitges informa sobre la modificación efectuada en este edificio en 1914. La propietaria, Pilar de Parellada, pidió el permiso el 28 de marzo de 1914 y la autorización fue concedida el 2 de abril de 1914. Los planos realizados en aquel mismo año, aparecen firmados por el arquitecto Domènech.